# Audric del Vilar
Audric del Vilar fou senyor d'Autvilar i un trobador del segle xii.
Segons la vida de Marcabrú, Audric del Vilar hauria trobat Marcabrú davant la porta de casa seva quan era un nen petit, per això el va considerar un pare. El biògraf podria haver deduït això d'un intercanvi de cançons satíriques entre els dos trobadors que comencen per una d'Audric, Tot a estru (16b.1), a la qual Marcabrú respon amb Seigner n'Audric (293.43). Audric hauria pogut inicialment escriure en resposta a la gap de Marcabrú, D'aisso lau Dieu. L'intercanvi general gira entorn de l'afirmació de Marcabrú que acceptarà pa d'un boig mentre duri. D'altra banda, la mètrica de Marcabrú comparteix la forma d'Audric, el qual podria molt ben ser el seu mestre. Audric, a més, introdueix el sobrenom de Pan-Perdut per a Marcabrú.